# Ameprod TVG-10
El TVG-10 es una consola de videojuegos de primera generación producida en Polonia en 1978-1984. Fue lanzado por la compañía Elwro en 1978, tres años después la producción fue transferida a la compañía Ameprod,. En 1978-1984 se hicieron alrededor de 100 000 consolas TVG-10.